# 物部熊
物部 熊（もののべ の くま）は、飛鳥時代の豪族。姓は連。

## 経歴
物部熊の名前が登場するのは、『日本書紀』巻第二十七の斉明天皇7年（661年）8月の項目のみである。
さらに『書紀』巻第二十七によると、天智天皇2年（663年）3月に、
とあり、ここでは阿倍比羅夫を除いて、2年前の百済救援軍の将軍が一新されている。これは、661年の段階の本隊は派遣されずに、改めて編成され直したという説と、斉明7年の軍と天智2年の軍とでは、百済救援と直接新羅攻撃とで軍団の目的が異なっている、という説とがある。あるいは、先発隊と後発隊ということだったのではないか、と直木孝次郎は見ている。
以上のような事情で、白村江の戦いで、物部熊がどうなったのか、参加していたのか否かすら分かってはいない。